# Patrignone (San Giuliano Terme)
Patrignone è un centro abitato del comune italiano di San Giuliano Terme, nella provincia di Pisa, in Toscana.

## Geografia fisica
La località di Patrignone è situata nella valle del Serchio, sulla riva sinistra del fiume, nel punto in cui questi forma un'ansa a gomito. Il paese è lambito inoltre dal corso d'acqua del canale Ozzeri, e dista meno di 1 km dal vicino borgo di Colognole, con il quale forma statisticamente un'unica frazione (Colognole-Patrignone), pur possedendo entrambi le caratteristiche di centri abitati distinti. Patrignone confina a nord con Ripafratta, a est con Molina di Quosa e Pugnano, a sud con Rigoli  , ed è inoltre delimitato ad est dal canale Demaniale.

## Storia
Il borgo di Patrignone è nato in epoca alto-medievale, e già nel 780 è qui ricordata la presenza di una chiesa parrocchiale intitolata a San Giusto, che fu padronato dei tre fratelli pisani che fondarono l'originaria abbazia di San Savino. La località è menzionata inoltre in un documento del 998 delle Memorie Lucchesi come facente parte delle proprietà della mensa vescovile di Lucca. Patrignone nel 1551 contava 110 abitanti. Sul finire del XVI secolo la parrocchia di San Giusto fu unita a quella dei Santi Ippolito e Cassiano di Colognole.
Dopo la legge del 17 giugno 1776, in cui si riunivano comunelli e potesterie per una nuova opera di riorganizzazione dei territori amministrativi, Patrignone fu confermato comunello della potesteria di San Giuliano.

## Monumenti e luoghi d'interesse

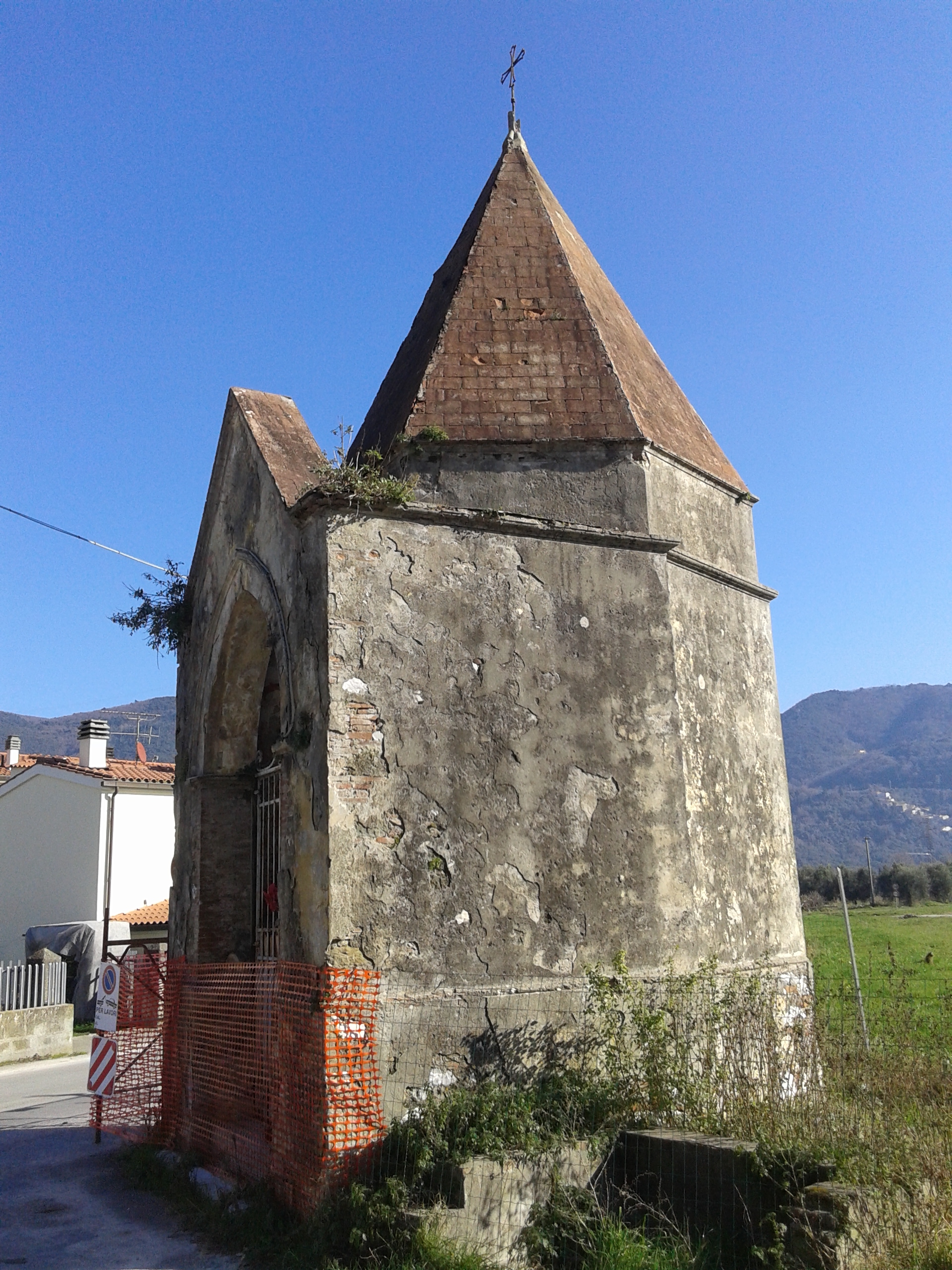
Tabernacolo di Colognole, a Patrignone

- Il cosiddetto "Tabernacolo di Colognole", progettato in stile neogotico da Alessandro Gherardesca e costruito nel 1831, a dispetto del nome si trova ubicato ai margini del centro abitato di Patrignone. Presenta una pianta esagonale e un coronamento a cuspide; il coronamento, già impiegato dall'architetto nell'edicola del giardino Veronesi Pesciolini di Pisa, risulta mutato dalle costruzioni medievali di Diotisalvi.[3] Il tabernacolo fu dipinto da Francesco Giuliani con un affresco raffigurante la Madonna col Bambino.[4]